# Ziltendorfer Düne
Ziltendorfer Düne este o arie protejată (sit de importanță comunitară — SCI) din Germania întinsă pe o suprafață de 7,31 ha, integral pe uscat.

## Localizare
Centrul sitului Ziltendorfer Düne este situat la coordonatele 52°12′44″N 14°37′18″E / 52.2122°N 14.6217°E.

## Înființare
Situl Ziltendorfer Düne a fost declarat sit de importanță comunitară în martie 2004 pentru a proteja un număr necunoscut de specii din flora spontană și fauna sălbatică aflate în arealul zonei.

## Biodiversitate
Situată în ecoregiunea continentală, aria protejată conține 2 habitate naturale: Pajiști calcaroase din nisipuri xerice, Păduri de pin din stepa sarmatică.
La baza desemnării sitului se află un număr nedeclarat de specii protejate.
Pe lângă speciile protejate, pe teritoriul sitului au mai fost identificate 7 specii de plante, 1 specie de mamifere, 1 specie de reptile.